# Hyloxalus mystax
Hyloxalus mystax är en groddjursart som först beskrevs av William Edward Duellman och Simmons 1988.  Hyloxalus mystax ingår i släktet Hyloxalus och familjen pilgiftsgrodor. IUCN kategoriserar arten globalt som otillräckligt studerad. Inga underarter finns listade i Catalogue of Life.